# 에드 데이비

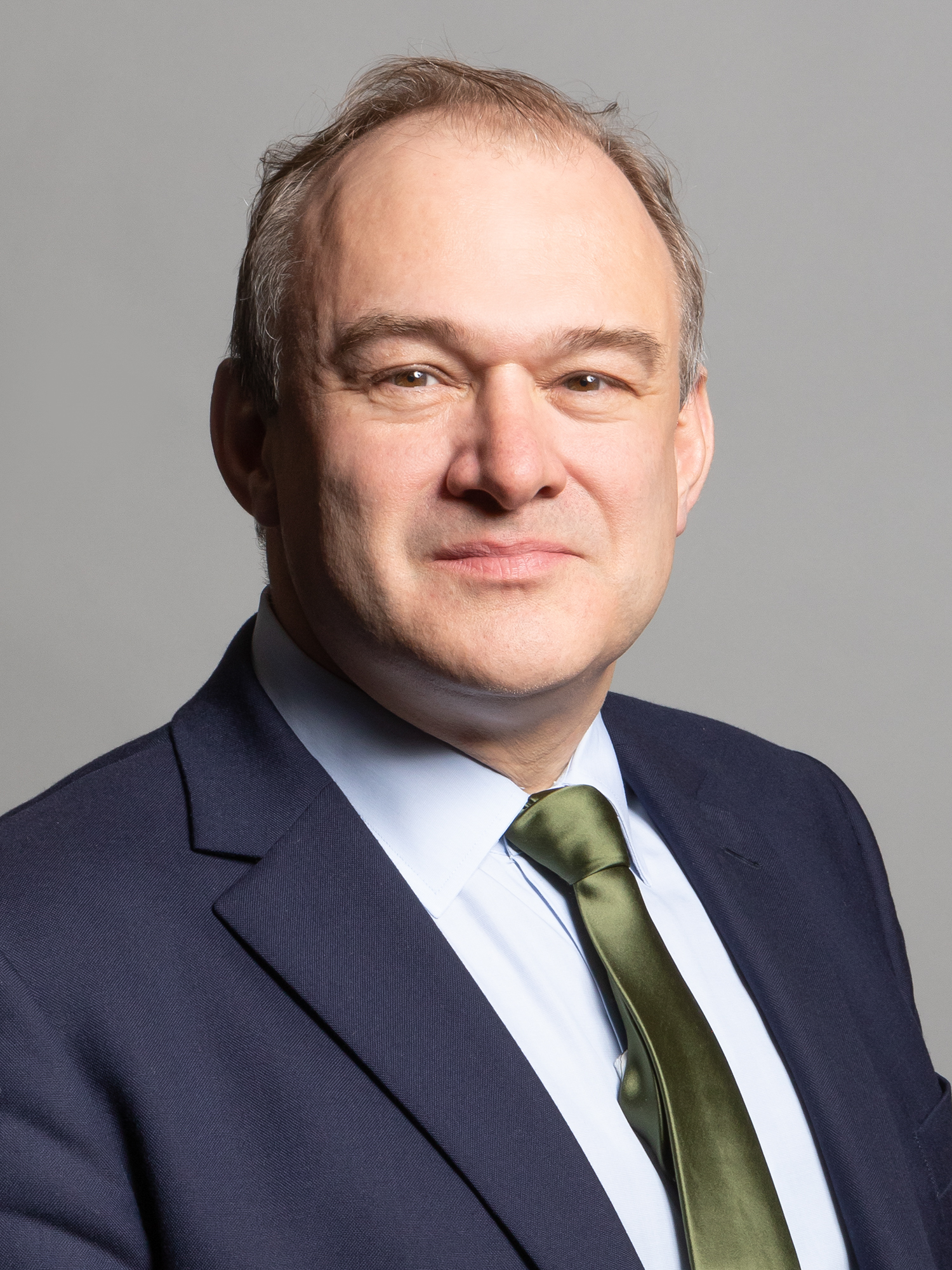

에드워드 조너선 데이비 경(영어: Sir Edward Jonathan Davey, 1965년 12월 25일 ~ )은 영국의 정치인으로 2019년 이래 자유민주당의 대표이다. 2012년부터 2015년까지 캐머런-클레그 연정의 자원기후변화부 장관직을, 2019년부터 2020년까지 조 스윈슨 대표 밑에서 부대표직을 맡았다. 일명 "주황책" 자유주의자인 그는 1997년부터 2015년까지 킹스턴-서비턴 지역구의 국회의원을 지냈으며, 2017년 의원직에 복귀했다.

## 생애
노팅엄셔주의 맨스필드에서 태어났으며, 노팅엄 고등학교를 졸업했다. 옥스퍼드 예수 대학교 및 버크벡 칼리지를 졸업했으며, 1997년 국회의원 당선 전까지 경제 연구원 및 금융 전문가로 활동했다. 2005년부터 2010년까지 찰스 케네디, 멘지스 캠벨, 닉 클레그 대표 밑에서 자유민주당 대변인을 역임했으며, 당 내에서 경제기술부, 무역산업부, 외무영연방부 대변인을 역임한 바 있다.
2010년 자유민주당이 보수당과 연정을 구성한 이후 고용관계소비자우편부 정무차관으로 입각하여 2012년까지 재임했으며, 크리스 헌의 사임 후 자원기후변화부 장관으로 임명되어 2015년까지 재직했다. 소기업의 진입 장벽을 제거함으로서 에너지 시장의 경쟁을 촉진하는 한편, 소비자 전환 제도의 간략화를 추진했다. 힝클리 포인트 C 원자력 발전소 건설을 승인하기도 했다.
2015년 총선에서 낙선했으나, 2년 후 조기 총선에서 당선되어 의원직에 복귀했다. 2017년부터 2019년까지 자민당 내무부 대변인을 역임했으며, 2019년 7월 빈스 케이블의 사임으로 치러진 전당대회에 출마했으나 조 스윈슨에 밀려 낙선했다. 이후 자민당 재무부 대변인으로 임명되었으며, 만장일치로 당 부대표에 선출되었다. 2019년 총선에서 스윈슨 대표가 지역구 사수에 실패하자, 2019년 12월부터 2020년 8월까지 살 브린턴 및 마크 팩 총재와 공동으로 자민당 대표직을 대행했으며, 2020년 전당대회에 출마해 63.5%의 득표율로 레일라 모런을 꺾고 자민당 대표로 선출되었다.

## 개인사
에드 데이비의 의원도 킹스턴어폰템스 왕립구의회의 구의원으로 활동하고 있으며, 공공주택 확대 문제를 위해 활동하고 있다. 두 사람 사이에는 아들과 딸을 두고 있으며 아들에게는 중증 장애가 있다. 영국 정부가 운영하는 '우크라이나인에게 집을' 프로그램에 참여하여, 우크라이나 의대생 난민에게 방을 내주어서 집에서 함께 생활하고 있다.
지역구인 킹스턴 서비턴에는 영국과 유럽 최대의 한인 타운인 뉴몰든이 위치한 곳이며, 에드 데이비 의원은 지역 한인과 대한민국-영국 관계에 관한 의정활동을 펼치고 있다. 또 2024년 영국 의회 내 초당파 의원단체인 'APPG 한국'의 대표를 맡았다. 2023년에는 연합뉴스와의 인터뷰를 통해 본인의 의정활동을 소개했다.

## 역대 선거 결과
| 선거명      | 직책명                          | 대수 | 정당       | 득표율 | 득표수   | 결과 | 당락                        |
| ----------- | ------------------------------- | ---- | ---------- | ------ | -------- | ---- | --------------------------- |
| 1997년 선거 | 하원의원 (킹스턴 서비턴 선거구) | 52대 | 자유민주당 | 36.67% | 20,411표 | 1위  | 킹스턴 서비턴 하원의원 당선 |
| 2001년 선거 | 하원의원 (킹스턴 서비턴 선거구) | 53대 | 자유민주당 | 60.18% | 29,542표 | 1위  | 킹스턴 서비턴 하원의원 당선 |
| 2005년 선거 | 하원의원 (킹스턴 서비턴 선거구) | 54대 | 자유민주당 | 51.05% | 25,397표 | 1위  | 킹스턴 서비턴 하원의원 당선 |
| 2010년 선거 | 하원의원 (킹스턴 서비턴 선거구) | 55대 | 자유민주당 | 49.78% | 28,428표 | 1위  | 킹스턴 서비턴 하원의원 당선 |
| 2015년 선거 | 하원의원 (킹스턴 서비턴 선거구) | 56대 | 자유민주당 | 34.45% | 20,415표 | 2위  | 낙선                        |
| 2017년 선거 | 하원의원 (킹스턴 서비턴 선거구) | 57대 | 자유민주당 | 44.73% | 27,810표 | 1위  | 킹스턴 서비턴 하원의원 당선 |
| 2019년 선거 | 하원의원 (킹스턴 서비턴 선거구) | 58대 | 자유민주당 | 51.12% | 31,103표 | 1위  | 킹스턴 서비턴 하원의원 당선 |
| 2024년 선거 | 하원의원 (킹스턴 서비턴 선거구) | 59대 | 자유민주당 | 51.06% | 25,870표 | 1위  | 킹스턴 서비턴 하원의원 당선 |